# Rumæniens grundlov
Rumæniens grundlov (rumænsk: Constituția României) er den grundlæggende lovgivning, som sætter regler om strukturen i den rumænske regering, samt rettigheder og pligter for landet borgere og gennemførelse af love.
Den nuværende grundlov stammer fra 1991 og blev sidst ændret efter en national folkeafstemning den 18.-19. oktober 2003. Ændringerne trådte i kraft den 29. oktober 2003.

## Tidligere Rumænske Grundlove
- 1866
- 1923
- 1938
- 1948
- 1952
- 1965